# Фонтанет (Индијана)
Фонтанет (енгл. Fontanet) насељено је место без административног статуса у америчкој савезној држави Индијана.

## Демографија
По попису из 2010. године број становника је 423.
| Група             | 2000.    | 2010.       |
| Белци             | 0 (0,0%) | 410 (96,9%) |
| Афроамериканци    | 0 (0,0%) | 6 (1,4%)    |
| Азијати           | 0 (0,0%) | 0 (0,0%)    |
| Хиспаноамериканци | 0 (0,0%) | 5 (1,2%)    |
| Укупно            | 0        | 423         |